# Дубе, Лаки
Лаки Филипп Дубе (3 августа 1964, Эрмело — 18 октября 2007, Розеттенвилль) — южноафриканский певец и автор песен, исполнявший музыку преимущественно в стиле регги на английском, а также на языках африкаанс и зулу. За 25 лет своей карьеры записал в общей сложности 22 альбома и является самым продаваемым регги-исполнителем в Южной Африке.
Родился в небольшом городке Эрмело. Его мать, которую муж бросил ещё до рождения Дубе, назвала его Лаки («счастливчик»), поскольку считала рождение ребёнка после нескольких неудачных беременностей большим счастьем. Воспитывался бабушкой, придерживавшейся религии мормонов, о которой он впоследствии отзывался крайне тепло.
В детстве подрабатывал садовником, одновременно с раннего возраста чувствуя любовь к музыке. В 18 лет присоединился к группе своего двоюродного брата, исполнявшей музыку в национальному зулусском стиле макуанга, одновременно работая охранником на автостоянке. К 1981 году записал шесть альбомов в стиле макуанга на языке зулу, а в 1986 году — свой первый альбом на африкаанс, но затем стал исполнять музыку в стиле регги, считая, что этот стиль предназначен для гораздо большей аудитории (свой первый мини-альбом в стиле регги он записал ещё в 1984 году). В стиле регги в общей сложности записал 12 альбомов, последний из которых вышел в 2006 году. Три его альбома 1990-х годов были удостоены Южноафриканской музыкальной премии.
Неоднократно выступал и гастролировал совместно с другими южноафриканскими певцами и пел дуэтом со многими мировыми знаменитостями, в том числе с Питером Гэбриэлом и Стингом. В своих песнях 1980-х годов поднимал проблемы апартеида, выражая протест против расистской политики тогдашнего правительства ЮАР. В отличие от многих других исполнителей регги, Дубе публично отказался от употребления алкоголя и наркотиков. Был убит в Розеттенвилле неизвестными бандитами осенью 2007 года. По подозрению в причастности к его убийству в 2009 году были арестованы пять человек, двое из которых затем были приговорены к пожизненному заключению.